# CRYGD
CRYGD (англ. Crystallin gamma D) – білок, який кодується однойменним геном, розташованим у людей на короткому плечі 2-ї хромосоми.  Довжина поліпептидного ланцюга білка становить 174 амінокислот, а молекулярна маса — 20 738.
| 10         |  | 20         |  | 30         |  | 40         |  | 50         |
| ---------- |  | ---------- |  | ---------- |  | ---------- |  | ---------- |
| MGKITLYEDR |  | GFQGRHYECS |  | SDHPNLQPYL |  | SRCNSARVDS |  | GCWMLYEQPN |
| YSGLQYFLRR |  | GDYADHQQWM |  | GLSDSVRSCR |  | LIPHSGSHRI |  | RLYEREDYRG |
| QMIEFTEDCS |  | CLQDRFRFNE |  | IHSLNVLEGS |  | WVLYELSNYR |  | GRQYLLMPGD |
| YRRYQDWGAT |  | NARVGSLRRV |  | IDFS       |  |            |  |            |

A: Аланін

C: Цистеїн

D: Аспарагінова кислота

E: Глутамінова кислота

F: Фенілаланін

G: Гліцин

H: Гістидин

I: Ізолейцин

K: Лізин

L: Лейцин

M: Метіонін

N: Аспарагін

P: Пролін

Q: Глутамін

R: Аргінін

S: Серин

T: Треонін

V: Валін

W: Триптофан

Задіяний у такому біологічному процесі як поліморфізм. 